# 신 귀공자
《신 귀공자》(新 貴公子)는 MBC에서 2000년 7월 12일부터 2000년 8월 31일까지 방영된 MBC 수목 미니시리즈드라마이다.
- 이 드라마는 평균 시청률 30%를 상회는 인기를 얻었지만 재벌가 딸과 생수장수 청년의 짝짓기라는 설정에서 현실성을 잃었다는 비판을 받기도 했다.[1]
- 드라마의 OST로 박효신과 박화요비가 함께 부른 <전설속의 사랑>과 이현욱의 <My Love> 등이 있다.

- 한편, 김승우 (김용남 역)는 해당 작품에 앞서 원래 2000년 초 시작할 예정이었으나 여주인공으로 낙점된 이승연의 하차[2] 등 우여곡절을 겪어 그 해 후반기로 편성이 변경된 SBS 《신화》의 남자 주인공으로 낙점됐지만 제작진이 또다른 남자 주인공 김국진과 연기 해석을 놓고 마찰을 빚어 편성이 취소됐으며[3] 《신화》는 2001년 후반기로 편성이 변경된 한편 김국진 자리에는 김태우, 김태연 자리에는 김지수, 김승우 자리에는 박정철이 대타로 들어갔다.

## 등장 인물
- 김승우 : 김용남 역
- 최지우 : 장수진 역
- 김병세 : 강성일 역
- 최정윤 : 은하 역
- 명계남 : 명기남 역
- 이순재 : 장 회장 역
- 홍경인 : 광수 역
- 이계인
- 박영규 : 장인철 역
- 최란 : 박애자 역
- 나문희
- 정영숙
- 김형자
- 김창완
- 김동현
- 이현경